# Kaiseki

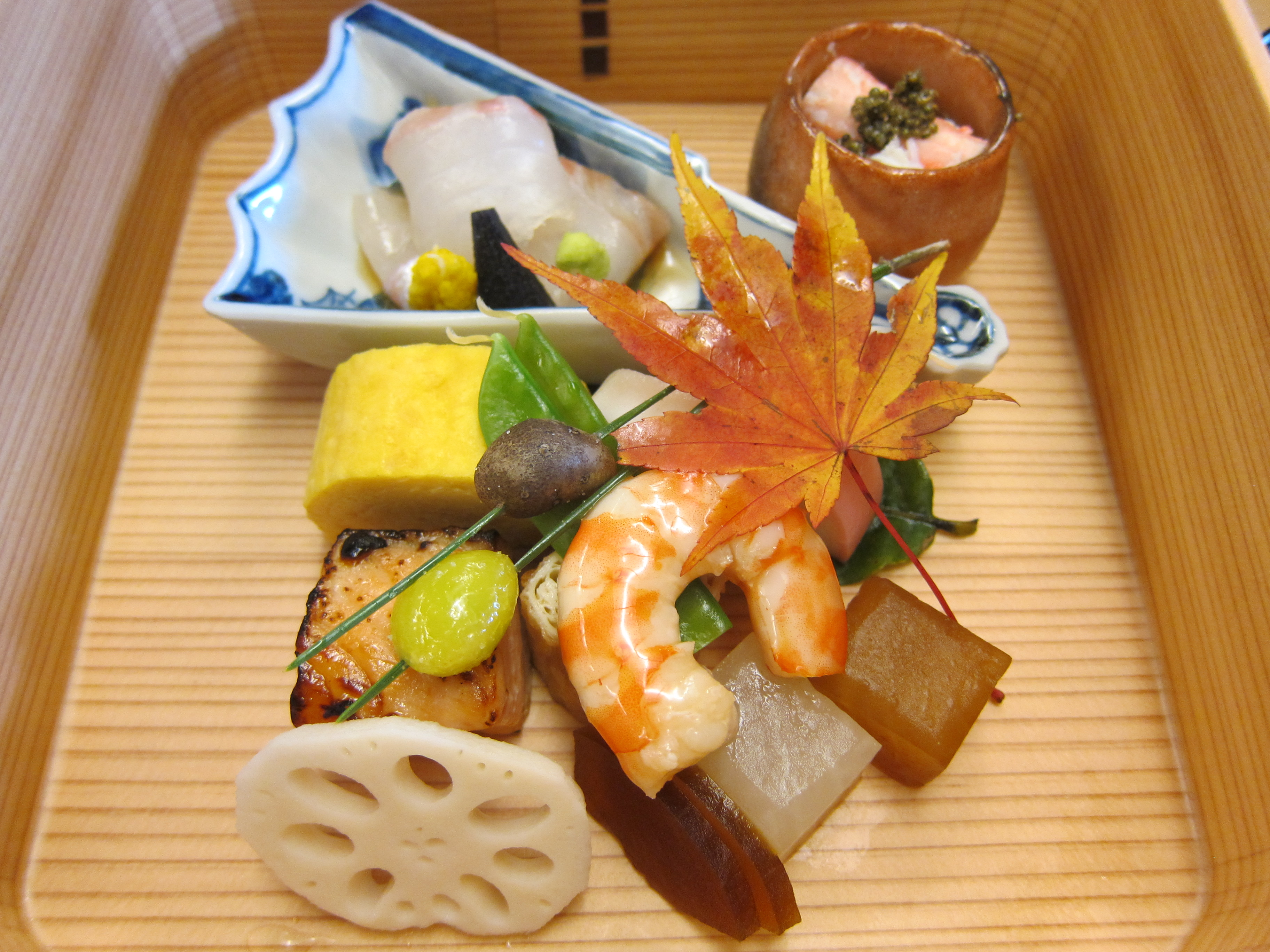
Kaiseki.

El kaiseki (懐石?) era una comida ligera servida en la ceremonia del té japonesa pero ahora es usado como entrada en los restaurantes japoneses. El kaiseki es popularmente servido en un restaurante ryōtei (料亭) y kappou (割烹).